# 玫瑰色公子
玫瑰色公子（日語：バラいろダンディ）是東京都會電視台自2014年4月1日開始播出的Wide Show、信息類節目，於每週一至週五21:00至21:55播出。前身節目是5時夢中!的男性版「日本公子（ニッポン・ダンディ）」。現在該節目週一至週四的主持人是蝶野正洋，週五的主持人是島田洋七。

## 外部連結
- バラいろダンディ （页面存档备份，存于）
- 2014年度春改編情報 『バラいろダンディ』 （页面存档备份，存于）